# برتو مونارد
برتو مونارد (Berto Monard) نخستین اخترشناس آماتوری است که یک انفجار پرتو گاما را مشاهده کرد. برتو مونارد که در آفریقای جنوبی زندگی می‌کند، این فوران گاما را در روز ۲۵ ژوئیه ۲۰۰۳، ۷٫۱ ساعت بعد از فوران اصلی با تلسکوپ ۱۲ اینچی یا حدوداً ۳۰ سانتی متری‌اش رصد کرد. 
او پس از این که اعلان AAVSO را برای این فوران گاما دریافت کرد، با کمک عکسبرداری CCD متوالی موفق به تشخیص این جرم شد.
مونارد پیش از این، رصد ۱۰ ابرنواختر را هم در کارنامهٔ نجومی‌اش دارد. 